# Jiřina Richtrová
Jiřina Richtrová (* 26. února 1932) byla česká a československá politička Komunistické strany Československa a poslankyně Sněmovny národů Federálního shromáždění za normalizace.

## Biografie
K roku 1976 se profesně uvádí jako účetní v JZD.
Ve volbách roku 1976 zasedla do české části Sněmovny národů (volební obvod č. 35 - Litoměřice-Česká Lípa-západ, Severočeský kraj). Ve Federálním shromáždění setrvala do konce funkčního období, tedy do voleb roku 1981.